# Henry Pierrepoint

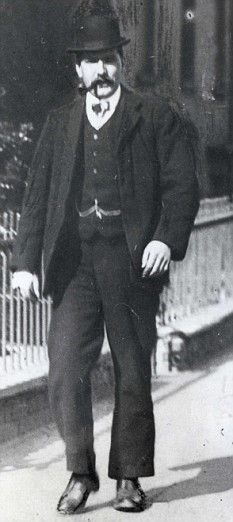
Henry Pierrepoint im Jahre 1909

Henry Albert Pierrepoint (* 1874; † 14. Dezember 1922) stand, nachdem er sich 1898 erstmals bei der Prison Commission beworben hatte, ab 1901 als Scharfrichter auf der Liste von Personen, die befugt sind, Hinrichtungen vorzunehmen (kurz „the list“). Seine Ausbildung erhielt er im Newgate-Gefängnis in London. Seine Bewerbung war nicht frei von Startschwierigkeiten: Als er sich zum obligaten Einstellungsinterview im Gefängnis einfand, wurde er mit einem Bewerber für einen Aufseherposten verwechselt. Nach der ärztlichen Untersuchung wurde ihm beschieden, dass er für den „Job“ (eines Aufsehers) zu klein und zu leicht sei und deswegen nicht aufgenommen werde könne. Erst einige Tage später entdeckte die genaue britische Bürokratie den Fehler und Henry wurde nochmals eingeladen.
In seiner neunjährigen Amtszeit führte er nachgewiesene 107 Hinrichtungen am Galgen durch. Er wurde wegen seiner Arbeitsweise zum „Chief Executioner“ befördert, war somit die „Nr. 1“ auf der „Liste“. Doch die Tätigkeit forderte ihren Tribut: Henry Pierrepoint neigte anscheinend zum Alkoholmissbrauch. Der Whisky war es auch, der Henry schließlich seine Position kostete: Nach einer Tätlichkeit gegenüber seinem Assistenten John Ellis – den er, den Memoiren seines Sohnes Albert folgend, nicht ausstehen konnte – bei der Vorbereitung einer Hinrichtung in Chelmsford (14. Juli 1910, Frederick Foreman) wurde er von der Liste entfernt. Ellis, bekannt als genauer und pedantischer Henker, hatte Henry Pierrepoint kritisiert, als er dessen angetrunkenen Zustand bemerkte, was von Henry mit körperlicher Tätlichkeit beantwortet wurde. Henry Pierrepoint wandte sich – nachdem Einladungen zu Hinrichtungen fortan ausblieben – sogar mit einem Rechtfertigungsschreiben direkt an Innenminister Winston Churchill, doch die Anweisung, dass er „nie wieder“ beschäftigt werden sollte, blieb bestehen. Henry verbrachte den Rest seines Lebens als Arbeiter in einem Gaswerk und schrieb seine Memoiren.
Albert Pierrepoint, sein Sohn und Nachfolger, versichert in seinen eigenen Erinnerungen (siehe Quellen, S. 59f.), sein Vater sei freiwillig zurückgetreten und der Rücktritt habe nicht in Zusammenhang mit einem „professionellen Fehler“ gestanden; er gibt allerdings zu: „Es gibt ein Geheimnis rund um seinen Rücktritt, das zu lösen ich nicht imstande war.“
2006 wurden vom Public Records Office interne Papiere freigegeben, aus denen hervorgeht, dass der erwähnte Zwischenfall tatsächlich Auslöser für den „Rücktritt“ war. Steve Fielding (siehe unter Quellen) zitiert den Brief von John Ellis an das Home Office, in dem er den Vorfall meldet, und ein internes Memorandum des Home Office, mit dem die Prison Commission angewiesen wurde, Henry Pierrepoint von der „Liste“ zu streichen.
Henry Pierrepoint war der Bruder von Thomas Pierrepoint sowie der Vater von Albert Pierrepoint.